# 유니언역 (토론토)
유니언역은 캐나다 온타리오주 토론토에 위치한 여객 철도 및 통근열차의 거점이 되는 기차역으로, 프론트 스트리트 웨스트를 따라 베이 스트리트에서 요크 스트리트까지 걸쳐있다. 역 건물은 토론토 시가 소유하고 있으나 선로는 통근열차 운행사인 GO 트랜싯이 소유하고 있다. 하루에 25만명의 승객을 실어나르는 유니언역은 캐나다에서 가장 바쁜 교통시설로, 유니언역 건물은 1975년에 캐나다 국립사적으로 지정되었다.
유니언역은 캐나다에서 가장 바쁜 여객 철도 노선인 코리더 선의 중심이 되는 역이고 GO 트랜싯의 7개 통근 열차 노선의 종착역으로 캐나다에서 가장 바쁜 교통 시설로 하루 25만 명이 넘는 승객들이 이용한다. 캐나다의 여객 철도 승객의 절반이 넘는 승객과 토론토에서 통근 열차를 이용하는 승객들의 91%가 유니언역을 이용한다.
VIA 철도와 암트랙이 여객 철도를 운행하며 GO 트랜싯은 광역 토론토와 해밀턴 지역의 통근 열차를 운행한다. 이 역은 또한 토론토 교통국의 지하철과 노면 전차를 탈 수 있는 같은 이름의 역으로 연결되며 또한 역 동쪽에는 GO 트랜싯의 유니언역 버스 터미널로 연결된다. 역 서쪽에는 토론토 시내와 토론토 피어슨 국제공항을 잇는 유니언 피어슨 급행이 운행하며, 스카이워크를 통해 진입이 가능하다.

## 위치
토론토의 유니언역은 프론트 스트리트 웨스트 61번지에 있으며, 토론토의 금융가 중심인 베이와 요크 스트리트 사이에 있으며 베이 스트리트 서쪽으로는 토론토의 엔터테인먼트 지구가 시작된다. 토론토 시의 동서간 중심에 위치해있는 이 역은 토론토의 남쪽 끝인 온타리오호와 가깝고 가디너 고속도로를 통해 GO 트랜싯의 버스가 토론토 시내로 손쉽게 접근이 가능하다. 유니언역의 기둥이 달린 정면과 정문은 토론토 시내인 북쪽을 향한다. 프론트 스트리트를 따라 유니언역 맞은 편에는 철도역 호텔로 쓰였던 페어몬트 로열 요크 호텔이 지상과 지하 통로로 연결된다. 비슷한 시기에 지어진 도미니온 퍼블릭 빌딩은 역 동쪽의 프론트와 베이에 위치해있다.
역 근처에 있는 또다른 주요 건물은 텔러스 타워와 브루크필드 플레이스로 6층 규모의 선상 통로가 있는 알렌 램버트 갤러리아가 있으며 스탠리 컵을 보관하는 아이스하키 명예의 전당이 있다. 그 외에도 에어캐나다센터, 로저스 센터, 메트로토론토 컨벤션 센터, CN 타워 등이 근처에 있다. 유니언역과 같이 이 건물은 철로 부지였던 곳에 지어졌으며 이 모든 건물은 유니언역에서 스카이워크를 통해 진입이 가능하다. CN 타워 근처 부지는 공원으로 전환되었다.

## 운행 계통
유니언역은 캐나다에서 항공을 포함하여 대중 교통 시설 중에서는 가장 바쁜 역으로, 연평균 6500만 명, 하루 평균 20만 명의 승객을 소화하는 곳이다. 역 승객의 3분의 2는 GO 트랜싯의 통근 열차나 버스를 이용하며 다른 2천만 명은 지하철을 이용한다. 나머지는 캐나다나 미국의 다른 도시로 여객 열차를 이용한다.

### VIA 철도
토론토는 캐나다의 중심이 되는 여객 철도 허브이다. 이에 따라 유니언역은 VIA 철도에서 가장 많은 승객이 이용하는 역이기도 하다. 매년 240만 명의 승객이 VIA 열차를 타고 유니언역을 지나며, 이는 VIA 전체 수송량의 절반 이상을 차지한다. 이는 유니언역이 퀘벡에서 윈저를 잇는 코리더 선의 중심에 위치해있기 때문이다. 토론토에서 출발하는 VIA 열차는 온타리오 주 남서쪽의 주요 도시인 키치너, 런던, 사르니아, 윈저 등지를 잇는다. 암트랙과 함께 VIA 철도는 해밀턴, 나이아가라폴스로 운행한다. 유니언역은 또한 밴쿠버까지 운행하는 대륙간 열차인 캐나디안 열차의 동부 종점이기도 하다.
VIA 열차는 또한 오타와-몬트리올-토론토 삼각 지역을 잇는데, 몬트리올에서는 캐나다 동부나 퀘벡 북부 지역으로 가는 열차로 갈아탈 수 있다.

### 암트랙
VIA 철도와 함께 암트랙은 토론토에서 뉴욕 펜실베이니아역까지 메이플 리프 열차를 운행한다. 메이플 리프 열차는 온타리오 주 나이아가라폴스에서 VIA 승무원에서 암트랙 승무원으로 교대하며 뉴욕에서는 열차가 디젤에서 전기차로 변환하며 제3궤조에서 전력을 공급받는다. 이 열차는 뉴욕주 북부의 주요 도시인 버팔로와 올버니에도 정차한다.
암트랙과 VIA 철도는 또한 토론토에서 시카고까지 사르니아-포트휴론 국경을 통해 인터내셔널 리미티드 열차를 운행하였는데 2004년에 운행이 중단되었다. VIA 철도와 암트랙은 이후 국경 직전까지 운행을 지속하였으나 열차는 국경을 지나지 않는다.

### GO 트랜싯
유니언역은 GO 트랜싯의 허브 역으로, 2015년 기준 연간 6950만 명의 승객이 이용하였다. 이 역에서 이용할 수 있는 GO 트랜싯의 통근 열차 노선은 아래와 같다.
- 배리선: 다운즈뷰 공원, 요크 대학교, 본, 킹시티, 오로라, 뉴마켓, 이스트귈림버리, 브래드퍼드, 배리 방면
- 키치너선: 이토비코, 미시소거 북동쪽, 브램턴, 조지타운, 액턴, 궬프, 키치너 방면
- 레이크쇼어 이스트선: 댄포스, 스카버러 남쪽, 피커링, 에이잭스, 휘트비, 오샤와 방면
- 레이크쇼어 웨스트선: 엑시비션, 이토비코 남쪽, 미시소거 남쪽, 오크빌, 벌링턴, 해밀턴 방면
- 밀턴선: 키플링, 미시소거 중앙, 밀턴 방면
- 리치먼드힐선: 오리올, 올드커머, 랭스태프, 랭스태프, 곰리, 블루밍턴 방면
- 스토우빌선: 댄포스, 스카버러, 마컴, 휘트처치-스토우빌 방면
- 나이아가라폴스 방면 주말 열차

GO 트랜싯은 또한 기차역 동쪽에 있는 베이 스트리트 141번지에 유니언역 버스 터미널을 운행하며 프론트 스트리트 남쪽에 위치해있다.

### 토론토 교통국
유니언역은 토론토 교통국의 1호선 영-유니버시티 선 유니언 지하철역과 연결되어 있다. 이 지하철역에는 두 개의 노면 전차 노선인 509번 하버프론트와 510번 스파다이나 노면 전차가 지하 승강장에 정차한다. 노면 전차 승강장은 1989년에 지어졌으며 1954년에 지어진 지하철 승강장과는 별도로 지어졌다. 노면 전차와 지하철을 포함하여 연간 2천만 명의 승객이 이 역을 드나든다. 지하철역은 2015년에 리모델링되었다.
토론토 교통국의 버스 노선인 6번 베이, 72번 페이프, 97번 영과 심야 버스 노선인 320번 영 버스는 역 밖의 도로변에 있는 버스 정류장에 정차한다.

### 유니언-피어슨 급행 (UPX)
2015년 6월 6일부터 유니언역과 토론토 피어슨 국제공항간을 운행하는 공항철도인 유니언-피어슨 급행 (UP Express) 이 운행을 시작하였다. 공항철도가 운행을 시작함으로써 2015년 팬아메리칸 게임에 맞춰서 공항 철도 운행을 개시하려던 기존 계획이 성공하였다.
이 노선의 열차는 GO나 VIA 열차가 쓰는 일반 승강장에 정차하지 않으며 역 서쪽에 있는 별도의 승강장을 이용한다. UPX 승강장은 유니언 지하철역에서 도보로 5분정도 소요된다.
유니언-피어슨 급행의 측면 승강장에서 공항까지 15분 간격으로 운행하며 승객들은 스크린도어가 있는 전용 승강장에서 열차를 이용할 수 있다. 대합실은 승강장과 같은 층에 있으며 이에 따라 계단이나 에스컬레이터를 오르락내리락 할 필요 없이 지상에서 바로 승차할 수 있다.
UPX 역은 전용 안내 데스크와 자동 판매기, 항공사 체크인 키오스크가 있는데, 지금까지 에어캐나다, 웨스트젯, 유나이티드 항공 등의 항공편에서 이용이 가능하다.
대합실에는 토론토의 커피 체인인 발작 커피 (Balzac's Coffee), 기념품 상점, 수제 맥주 전문점인 밀 스트리트 양조장이 입주해 있다.

## 인접한 역
| 메트로링스 유니언역 철로              | 메트로링스 유니언역 철로                      | 메트로링스 유니언역 철로 |
| ------------------------------------- | --------------------------------------------- | ------------------------ |
| 오크빌 윈저 방면                      | VIA 철도 코리더 윈저 - 토론토                 | 시·종착역                |
| 엑시비션 올더숏 방면                  | GO 트랜싯 레이크쇼어 웨스트선                 | 시·종착역                |
| 클락슨 나이아가라폴스 방면            | GO 트랜싯 레이크쇼어 웨스트선 나이아가라 급행 | 시·종착역                |
| 키플링 밀턴 방면                      | GO 트랜싯 밀턴선                              | 시·종착역                |
| 맬튼 사니아 방면                      | VIA 철도 코리더 사니아 - 토론토               | 시·종착역                |
| 블루어 키치너 방면                    | GO 트랜싯 키치너선                            | 시·종착역                |
| 블루어 피어슨 국제공항 방면           | 유니언-피어슨 급행                            | 시·종착역                |
| 다운즈뷰파크 앨런데일 워터프론트 방면 | GO 트랜싯 배리선                              | 시·종착역                |
| 오크빌 뉴욕 방면                      | VIA 철도 · 암트랙 메이플 리프                 | 시·종착역                |
| 메트로링스 밸라선                     |                                               |                          |
| 워셔고 밴쿠버 방면                    | VIA 철도 캐나디안                             | 시·종착역                |
| 오리올 블루밍턴 방면                  | GO 트랜싯 리치먼드힐선                        | 시·종착역                |
| 메트로링스 킹스턴선                   |                                               |                          |
| 시·종착역                             | VIA 철도 코리더 토론토 - 몬트리올             | 길드우드 몬트리올 방면   |
| 시·종착역                             | VIA 철도 코리더 토론토 - 오타와               | 길드우드 오타와 방면     |
| 시·종착역                             | GO 트랜싯 스토우빌선                          | 케네디 올드엠 방면       |
| 시·종착역                             | GO 트랜싯 레이크쇼어 이스트선                 | 댄포스 오샤와 방면       |